# Mateusz Żyro
Mateusz Żyro (ur. 28 października 1998 w Warszawie) – polski piłkarz grający na pozycji obrońcy w Widzewie Łódź. Brat piłkarza Michała Żyro. Od 2024 roku jest w związku z siatkarką reprezentantką Polski Marią Stenzel. 9 czerwca 2025 roku w Paryżu para się zaręczyła.

## Kariera klubowa
W 2005 roku trafił do Akademii Piłkarskiej Legii Warszawa. Był kapitanem zespołu, który sięgnął po mistrzostwo Polski juniorów starszych. Z drużyną Legii występował również w UEFA Youth League. W czerwcu 2015 roku zadebiutował w III lidze w barwach drugiej drużyny Legii. Łącznie rozegrał tam 32 spotkania. 7 lipca 2017 w meczu o Superpuchar Polski z Arką Gdynia (1:1, karne 3:4) zadebiutował w pierwszej drużynie Legii Warszawa. W lutym 2018 został wypożyczony na rundę wiosenną sezonu 2017/2018 do Wigier Suwałki, gdzie zadebiutował i jako podstawowy zawodnik rozegrał 15 meczów w I lidze. Latem 2018 wrócił do Legii Warszawa. 21 lipca 2018, w I kolejce sezonu 2018/2019 zadebiutował w Ekstraklasie, rozgrywając całe spotkanie z Zagłębiem Lubin (1:3). 9 sierpnia 2018 wystąpił w meczu 3 rundy kwalifikacji do Ligi Europy z F91 Dudelange (1:3). 31 sierpnia 2018 został wypożyczony na rok do Miedzi Legnica, gdzie rozegrał 6 spotkań i spadł z Ekstraklasy. 1 lipca 2019 trafił na roczne wypożyczenie do Stali Mielec. 30 listopada 2019 w meczu I ligi z Podbeskidziem Bielsko-Biała (2:1) strzelił swoją pierwszą bramkę w seniorskiej karierze. W sezonie 2019/2020 rozegrał 29 ligowych spotkań i zajmując z klubem I miejsce w tabeli I ligi, awansował do Ekstraklasy. 5 sierpnia 2020 został wykupiony przez Stal Mielec. W kolejnych dwóch sezonach był podstawowym stoperem klubu w Ekstraklasie rozgrywając 51 ligowych meczów. 7 listopada 2021 w wygranym 3:1 meczu z Legią Warszawa zdobył swoją pierwszą bramkę w Ekstraklasie. 9 czerwca 2022 podpisał dwuletni kontrakt z Widzewem Łódź.

## Sukcesy

### Klubowe
Legia Warszawa
- Puchar Polski: 2017/18